# بنك تنمية الصادرات (السودان)
بنك تنمية الصادرات من البنوك السودانية التي أنشئت عل النمط الإسلامي 

## فروع بنك تنمية الصادرات
| فروع ولاية الخرطوم    | فروع ولاية الخرطوم                          |
| --------------------- | ------------------------------------------- |
| الفرع الرئيسي         | تقاطع شارع القصر مع شارع الجمهورية          |
| فرع الأمم المتحدة     | ميدان الأمم المتحدة _ جوار واحة الخرطوم     |
| السجانة               | شارع الحرية _جنوب القسم الجنوبي             |
| أم درمان              | السوق _ غرب الاجامع الكبير                  |
| بحري                  | شارع المزاد                                 |
| العمارات              | شارع المطار _ تقاطع شارع افريقيا مع شارع 15 |
| عبيد ختم              | جنوب القسم الشرقي                           |
| السوق الشعبي أم درمان | السوق الشعبي                                |
| ليبيا                 | سوق ليبيا                                   |
| السوق الحلي           | السوق المحلي                                |
| فروع ولايات السودان   |                                             |
| بورتسودان             | ولاية البحر الأحمر                          |
| كسلا                  | ولاية كسلا                                  |
| القضارف               | ولاية القضارف                               |
| الأبيض                | ولاية شمال كردفان                           |
| الفاشر                | ولاية شمال دارفور                           |
| نيالا                 | ولاية جنوب دارفور                           |
| الضعين                | ولاية جنوب دارفور                           |
| غبيش                  | ولاية شمال كردفان                           |
| الجنينة               | ولاية غرب دارفور                            |

## أهداف بنك تنمية الصادرات
- المساهمة في تنمية اإقتصاد السوداني
- المساهمة من رفع قيمة الصادر السوداني

## اقرأ أيضا
بنك السودان المركزي
بنك الخرطوم

## وصلات خارجية
الموقع الرسمي لبنك تنمية الصادرات نسخة محفوظة 23 مايو 2019 على موقع واي باك مشين.